# Sainte-Consorce
Sainte-Consorce ist eine französische Gemeinde  mit 2.109 Einwohnern (Stand: 1. Januar 2022) im Département Rhône in der Region Auvergne-Rhône-Alpes. Sie gehört zum Arrondissement Lyon und zum Kanton Vaugneray. 

## Geographie
Sainte-Consorce liegt etwa zehn Kilometer westnordwestlich von Lyon am Fuß der Monts du Lyonnais und gehört zum Weinbaugebiet Coteaux du Lyonnais.

### Nachbargemeinden
Umgeben wird Sainte-Consorce von Lentilly im Norden, Marcy-l’Étoile im Osten und Nordosten, Tassin-la-Demi-Lune im Osten, Saint-Genis-les-Ollières im Südosten, Grézieu-la-Varenne im Süden sowie Pollionnay im Westen.

## Bevölkerungsentwicklung
| Jahr                       | 1962 | 1968 | 1975 | 1982 | 1990 | 1999 | 2006 | 2012 |
| Einwohner                  | 333  | 444  | 767  | 1017 | 1223 | 1608 | 1804 | 1855 |
| Quellen: Cassini und INSEE |      |      |      |      |      |      |      |      |

## Sehenswürdigkeiten
- Kirche von Sainte-Consorce